# Mniobia lineata
Mniobia lineata är en hjuldjursart som beskrevs av E.von Rahm 1932. Mniobia lineata ingår i släktet Mniobia och familjen Philodinidae. Arten är reproducerande i Sverige. Inga underarter finns listade i Catalogue of Life.